# Rubus runssorensis
Rubus runssorensis är en rosväxtart som beskrevs av Adolf Engler. Rubus runssorensis ingår i släktet rubusar, och familjen rosväxter.

## Underarter
Arten delas in i följande underarter:
- R. r. kiwuensis
- R. r. umbrosus